# 江志強
江志強（William Kong，1951年—），香港電影製作人，安樂影片有限公司總裁。其父是香港早期著名电影发行人江祖贻。
江志强接手安樂之后，致力于向国际影坛推广中国电影，先后发行了《臥虎藏龍》、《英雄》、《十面埋伏》等影片。

## 個人
父親江祖貽是電影發行人。江志強13歲時踏入電影業，之後隨父親去了丹麥，被評為「亞洲最佳製片人」、又獲《時代》雜誌當選為「亞洲英雄」，《亞洲華爾街日報》「亞洲最有影響力的獨立發行人之一，也是亞洲最成功的製片人」。為人低調。1999年因發行《臥虎藏龍》大獲成功，獲得2001年第73屆奧斯卡最佳外語片獎、最佳音樂獎、最佳攝影獎、最佳藝術四項大獎，其後發行張藝謀的《英雄》和《十面埋伏》同樣反響強烈。

## 監製電影
| 年份 | 電影                         | 導演                      | 備註 |
| ---- | ---------------------------- | ------------------------- | --- |
| 1991 | 《曝光人物》                 | 葉天行                    | |
| 1995 | 《铁警雄风》                 | 马克·罗斯曼               | |
| 2000 | 《臥虎藏龍》                 | 李安                      | 得獎： 第73屆奧斯卡金像獎最佳外語片獎 第58屆金球獎最佳非英語電影 第54屆英國電影學院獎最佳非英語電影 第37屆金馬獎最佳劇情片 第20屆香港電影金像獎最佳電影 提名： 第73屆奧斯卡金像獎奧斯卡最佳影片獎 |
| 2002 | 《周漁的火車》               | 孫周                      | |
| 2002 | 《小城之春》                 | 田壯壯                    | |
| 2002 | 《英雄》                     | 張藝謀                    | 提名： 第75屆奧斯卡金像獎最佳外語片獎 第22屆香港電影金像獎14项提名，获7项奖 |
| 2004 | 《十面埋伏》                 | 張藝謀                    | 提名： 第62屆金球獎最佳外語片 第58屆英國電影學院獎最佳非英語影片 第24屆香港電影金像獎最佳亞洲電影                                                                                                 |
| 2004 | 《野蠻師姐》                 | 郭在容                    | |
| 2005 | 《千里走單騎》               | 張藝謀                    | 得獎： 第26屆香港電影金像獎最佳亞洲電影 |
| 2006 | 《霍元甲》                   | 于仁泰                    | 提名： 第26屆香港電影金像獎最佳電影 |
| 2006 | 《雛菊》                     | 劉偉強                    | 執行監製 |
| 2006 | 《滿城盡帶黃金甲》           | 張藝謀                    | 提名： 第1屆亞洲電影大獎最佳電影 第26屆香港電影金像獎14项提名，获4奖 |
| 2007 | 《不能說的·秘密》            | 周杰倫                    | |
| 2007 | 《色·戒》                    | 李安                      | 得獎： 第64屆威尼斯影展金獅獎 第44屆金馬獎最佳劇情片 第27屆香港電影金像獎最佳亞洲電影 提名： 第65屆金球獎最佳外語片 第61屆英國電影學院獎最佳非英語電影 第2屆亞洲電影大獎最佳電影                  |
| 2008 | 《親密》                     | 岸西                      | |
| 2009 | 《舞吧！昂》                 | 李志毅                    | |
| 2009 | 《血戰新世紀》               | 基斯·拿漢                 | |
| 2009 | 《殺人犯》                   | 周顯揚                    | |
| 2009 | 《蘇乞兒》                   | 袁和平                    | |
| 2010 | 《海洋天堂》                 | 薛曉路、Crystal Gong Chun | 华表奖、上海国际电影节获奖 |
| 2012 | 《大追捕》                   | 周顯揚                    | |
| 2012 | 《寒战》                     | 梁乐民、陆剑青            | 得獎： 第32屆香港電影金像獎最佳电影等9项奖 |
| 2013 | 《北京遇上西雅圖》           | 薛曉路                    | |
| 2013 | 《中國合夥人》               | 陳可辛                    | 得獎： 第29屆中國電影金雞獎最佳故事片等3項獎 |
| 2013 | 《風暴》                     | 袁錦麟                    | 3D电影 |
| 2014 | 《歸來》                     | 張藝謀                    | 3D电影 |
| 2014 | 《黄飞鸿之英雄有梦》         | 周显扬                    | 3D电影 |
| 2015 | 《捉妖记》                   | 许诚毅                    | 3D电影，中国大陆华语片票房第一(後被《美人魚》打破) |
| 2016 | 《特工爺爺》                 | 洪金寶                    | |
| 2016 | 《北京遇上西雅圖之不二情書》 | 薛曉路                    | |
| 2016 | 《寒戰II》                   | 梁乐民、陆剑青            | 香港影史华语片票房第一(後被《明日戰記》打破) 提名： 第36屆香港電影金像獎等10項提名 第53屆金馬獎等3項提名                                                                                          |
| 2016 | 《一句顶一万句》             | 刘雨霖                    | 导演为刘震云之女，其导演的短片《门神》曾获41届学生奥斯卡奖叙事片银奖，入围了戛纳电影节、东京电影节、意大利圣兰托电影节等50多个影展                                                                |
| 2017 | 《麻烦家族》                 | 黄磊                      | |
| 2017 | 《閃光少女》                 | 王冉                      | |
| 2018 | 《捉妖记2》                  | 许诚毅                    | |
| 2020 | 《一秒鐘》                   | 張藝謀                    | 提名： 第15屆亞洲電影大獎等5項提名 |
| 2021 | 《梅艷芳》                   | 梁乐民                    | 提名： 第40屆香港電影金像獎最佳電影等12項提名 |
| 2022 | 《飯戲攻心》                 | 陳詠燊                    | 香港最賣座的華語喜劇電影 |
| 2023 | 《毒舌大狀》                 | 吳煒倫                    | 香港電影史上首部破億票房的香港電影 得獎： 第42屆香港電影金像獎最佳電影 提名： 第36屆中國電影金雞獎最佳故事片等4項提名                                                                             |
| 2023 | 《封神第一部：朝歌風雲》     | 烏爾善                    | 得獎： 第36屆中國電影金雞獎最佳故事片等3項獎 |
| 2024 | 《飯戲攻心2》                | 陳詠燊                    | |
| 2024 | 《焚城》                     | 潘耀明                    | 首個核輻射災難的香港電影 |
| 2025 | 《封神第二部：戰火西岐》     | 烏爾善                    | |
| 2025 | 《醬園弄》                   | 陈可辛                    | 與陳可辛、許月珍、章子怡、邵劍秋監製 |

## 外部連結
- 江志強在互联网电影资料库（IMDb）上的資料（英文）
- 江志強在时光网上的簡介（简体中文）